# Colonia 11 de Abril
Colonia 11 de Abril är en ort i Mexiko.   Den ligger i kommunen Zacualtipán de Ángeles och delstaten Hidalgo, i den sydöstra delen av landet, 140 km norr om huvudstaden Mexico City. Colonia 11 de Abril ligger 2 058 meter över havet och antalet invånare är 122.
Terrängen runt Colonia 11 de Abril är huvudsakligen kuperad, men åt nordväst är den bergig. Runt Colonia 11 de Abril är det ganska glesbefolkat, med 22 invånare per kvadratkilometer. Närmaste större samhälle är Zacualtipán, 1,4 km öster om Colonia 11 de Abril. I omgivningarna runt Colonia 11 de Abril växer i huvudsak blandskog.